# Documenta11

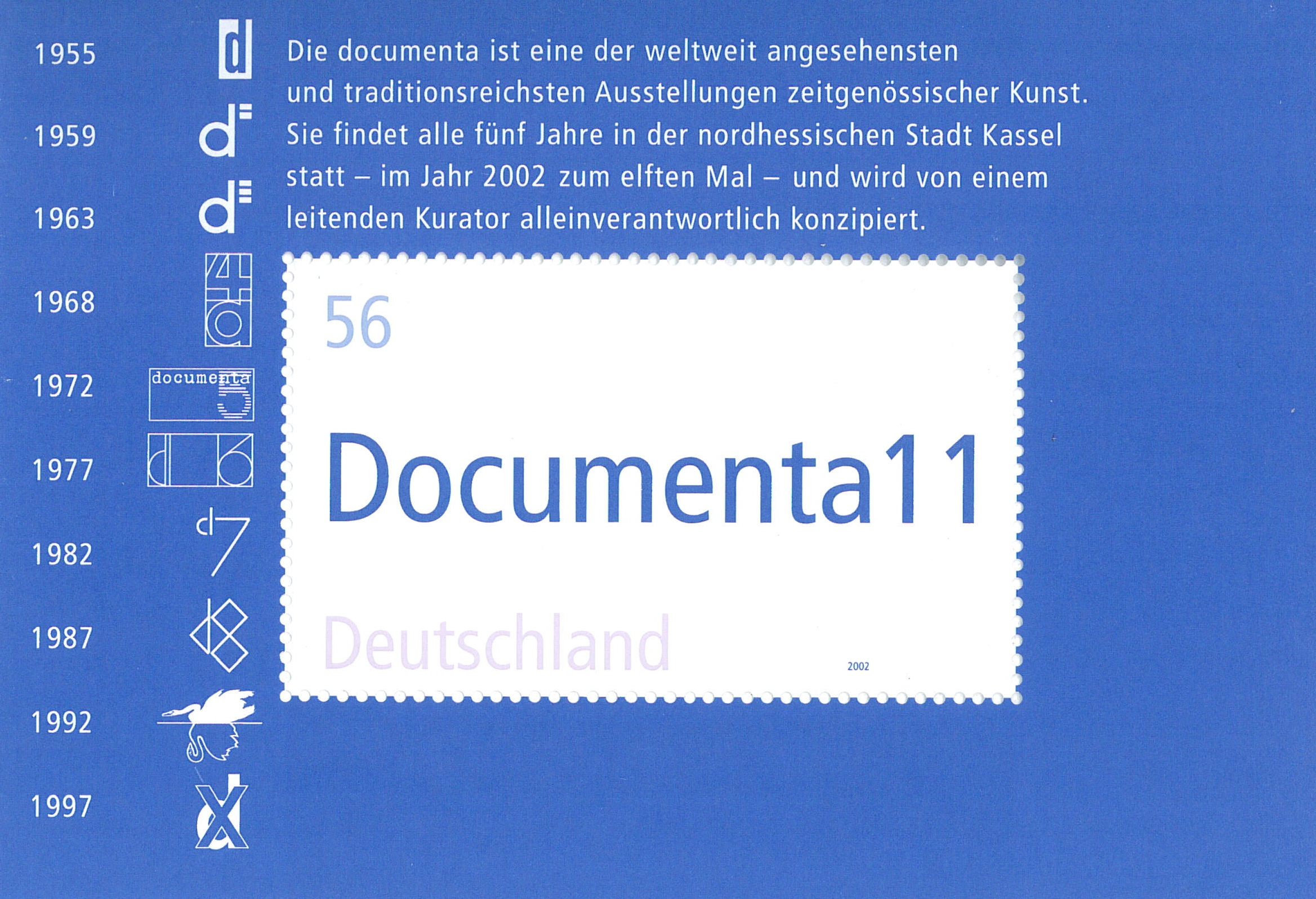
Briefmarkenblock aus dem Briefmarken-Jahrgang 2002 der Bundesrepublik Deutschland zur Documenta11. Irrtümlich wurde für die documenta III das Jahr 1963 angegeben statt 1964.

Die elfte Ausgabe der Ausstellungsreihe documenta, die Documenta11, fand vom 8. Juni 2002 bis 15. September 2002 in Kassel unter Teilnahme von 116 Künstlern und Künstlergruppen statt.
Sie wurde vom künstlerischen Leiter Okwui Enwezor und einem Team aus sechs weiteren sogenannten Co-Kuratoren als Abfolge von fünf Plattformen konzipiert, wovon die fünfte und letzte die eigentliche Ausstellung in Kassel war. Die anderen vier bestanden im Wesentlichen aus thematischen Vortragsreihen, Symposien und Diskussionsrunden, die im Vorfeld in weltweit ausgewählten Städten veranstaltet wurden:
- Plattform 1: „Demokratie als unvollendeter Prozess“ begann bereits im März 2001 an der Wiener Akademie der Bildenden Künste (Institut für Gegenwartskunst) und wurde im Oktober 2001 im Haus der Kulturen der Welt in Berlin fortgesetzt.
- Plattform 2: „Experimente mit der Wahrheit: Rechtssysteme im Wandel und die Prozesse der Wahrheitsfindung und Versöhnung“ wurde im Mai 2001 in Neu-Delhis India Habitat Centre abgehalten.
- Plattform 3: „Créolité und Kreolisierung“ fand im Januar 2002 auf der Karibikinsel St. Lucia statt.
- Plattform 4: „Unter Belagerung: Vier afrikanische Städte, Freetown, Johannesburg, Kinshasa, Lagos“ wurde im März 2002 in Lagos durchgeführt.
- Plattform 5: Die eigentliche Documenta-Ausstellung der Kunstwerke in Kassel

Die Co-Kuratoren der Documenta11 waren Carlos Basualdo, Ute Meta Bauer, Susanne Ghez, Sarat Maharaj, Mark Nash sowie Octavio Zaya. Geschäftsführer der documenta und Museum Fridericianum Veranstaltungs-GmbH war erneut Bernd Leifeld.
Die Documenta11 lockte über 650.000 zahlende Besucher nach Kassel und konnte somit – nach 1992 und 1997 – erneut einen Besucherrekord verzeichnen.

## Teilnehmende Künstler
Insgesamt nahmen 122 Künstler an der Ausstellung teil:
- A
  - Georges Adéagbo aus Benin
  - Ravi Agarwal aus Indien
  - Eija-Liisa Ahtila aus Finnland
  - Chantal Akerman aus Belgien
  - Gaston André Ancelovici (Colectivo Cine-Ojo) aus Chile
  - Fareed Armaly aus den USA mit Rashid Masharawi aus Palästina
  - Michael Ashkin aus den USA
  - Asymptote Architecture
  - Kutlug Ataman aus der Türkei
  - The Atlas Group (gegründet von Walid Raad aus dem Libanon)
- B
  - Julie Bargmann & Stacy Levy aus den USA
  - Artur Barrio aus Brasilien
  - Bernd und Hilla Becher aus Düsseldorf
  - Zarina Bhimji aus Uganda und Großbritannien
  - Black Audio Film Collective aus Großbritannien
  - John Bock aus Berlin
  - Ecke Bonk aus Karlsruhe
  - Frédéric Bruly Bouabré aus Elfenbeinküste
  - Louise Bourgeois aus Frankreich und den USA
  - Pavel Brăila aus Moldawien
  - Stanley Brouwn aus den Niederlanden
  - Tania Bruguera aus Kuba
- C
  - Luis Camnitzer aus Uruguay
  - James Coleman aus Irland
  - Constant (Constant A. Nieuwenhuys) aus den Niederlanden
  - Margit Czenki (Park Fiction) aus Hamburg
- D
  - Hanne Darboven aus Hamburg
  - Destiny Deacon aus Australien
  - Stan Douglas aus Kanada
- E
  - Cecilia Edefalk aus Schweden
  - William Eggleston aus den USA
  - Maria Eichhorn aus Berlin
  - Touhami Ennadre aus Marokko
  - Cerith Wyn Evans aus Großbritannien
- F
  - Feng Mengbo aus China
  - Chohreh Feyzdjou aus dem Iran
  - Yona Friedman aus Frankreich
- G
  - Meschac Gaba aus Benin
  - Giuseppe Gabellone aus Italien
  - Carlos Garaicoa aus Kuba
  - Kendell Geers aus Südafrika
  - Isa Genzken aus Berlin
  - Jef Geys aus Belgien
  - David Goldblatt aus Südafrika
  - Leon Golub aus den USA
  - Dominique Gonzalez-Foerster aus Frankreich
  - Renée Green aus den USA
  - Víctor Grippo aus Argentinien
  - Le Groupe Amos aus der Demokratischen Republik Kongo
- H
  - Jens Haaning aus Dänemark
  - Mona Hatoum aus dem Libanon und Großbritannien
  - Thomas Hirschhorn aus der Schweiz
  - Candida Höfer aus Köln
  - Craigie Horsfield aus Großbritannien
  - Huit Facettes aus dem Senegal
  - Pierre Huyghe aus Frankreich
- I
  - Igloolik Isuma Productions aus Kanada
  - Sanja Iveković aus Kroatien
- J
  - Alfredo Jaar aus Chile
  - Joan Jonas aus den USA
  - Isaac Julien aus Großbritannien
- K
  - Amar Kanwar aus Indien
  - On Kawara aus Japan
  - William Kentridge aus Südafrika
  - Johan van der Keuken aus den Niederlanden
  - Bodys Isek Kingelez aus der Demokratischen Republik Kongo
  - Ben Kinmont aus den USA
  - Igor & Svetlana Kopystiansky, geboren in der UdSSR, Wohn- und Wirkungsort New York
  - Ivan Kožarić aus Kroatien
  - Andreja Kulunčić aus Kroatien
- L
  - Glenn Ligon aus den USA
  - Ken Lum aus Kanada
- M
  - Mark Manders aus den Niederlanden
  - Fabián Marcaccio aus Argentinien
  - Steve McQueen aus Großbritannien
  - Cildo Meireles aus Brasilien
  - Jonas Mekas aus den USA
  - Annette Messager aus Frankreich
  - Ryuji Miyamoto aus Japan
  - Santu Mofokeng aus Südafrika
  - Multiplicity aus Italien
  - Juan Muñoz aus Spanien
- N
  - Shirin Neshat aus dem Iran
- O
  - Gabriel Orozco aus Mexiko
  - Olumuyiwa Olamide Osifuye aus Nigeria
  - Ulrike Ottinger aus Berlin
- P
  - Park Fiction aus Hamburg
  - Manfred Pernice aus Berlin
  - Raymond Pettibon aus den USA
  - Adrian Piper aus den USA
  - Lisl Ponger aus Wien
  - Pere Portabella aus Spanien
- R
  - Raqs Media Collective aus Indien
  - Alejandra Riera aus Argentinien mit Doina Petrescu aus Rumänien
  - Dieter Roth aus Basel
- S
  - Doris Salcedo aus Kolumbien
  - Seifollah Samadian aus dem Iran
  - Gilles Saussier aus Frankreich
  - Christoph Schäfer (Park Fiction) aus Hamburg
  - Allan Sekula aus den USA
  - Yinka Shonibare aus Großbritannien
  - Andreas Siekmann aus Berlin
  - Simparch aus den USA
  - Lorna Simpson aus den USA
  - Eyal Sivan aus Israel
  - David Small aus den USA
- T
  - Fiona Tan aus Indonesien
  - Pascale Marthine Tayou aus Kamerun
  - Jean-Marie Teno aus Kamerun
  - Trinh T. Minh-ha aus Vietnam und den USA
  - tsunamii.net aus Singapur
  - Joëlle Tuerlinckx aus Belgien
  - Luc Tuymans aus Belgien
- U
  - Nomeda & Gediminas Urbonas aus Litauen
- W
  - Jeff Wall aus Kanada
  - Nari Ward aus Jamaika
  - Quattara Watts aus Elfenbeinküste
- Y
  - Yang Fudong aus China